# آلدو مونتانو (شمشیرباز زاده ۱۹۷۸)
آلدو مونتانو (ایتالیایی: Aldo Montano؛ زادهٔ ۱۸ نوامبر ۱۹۷۸) شمشیرباز اهل ایتالیا بود.